# René Bach Madsen
René Bach Madsen (* 7. März 1985 in Struer, Dänemark) ist ein ehemaliger dänischer Handballspieler und heutiger -trainer. Der linke Rückraumspieler war in der Bundesliga für GWD Minden aktiv.

## Karriere
Bach Madsen spielte bis 2007 in Dänemark für Team Tvis Holstebro. Danach wechselte er in die spanische Liga ASOBAL zu CB Torrevieja. Nach zwei Jahren schloss er sich dem deutschen Bundesligisten GWD Minden an. Im ersten Jahr stieg er mit Minden in die 2. Bundesliga ab. Der Wiederaufstieg gelang durch eine Niederlage in den Aufstiegsspielen gegen den TV Hüttenberg nicht und er ging zurück nach Dänemark zu Viborg HK. 2013 folgte der Wechsel nach Norwegen zu ØIF Arendal, wo er 2014 seine Karriere mit 29 Jahren beendete.
Danach wurde er Trainer der 2. Mannschaft von Team Tvis Holstebro und feierte in der 1. Mannschaft ein kurzes Comeback als Spieler.
Bach Madsen debütierte am 3. Juni 2006 gegen die Niederlande für die Dänische Nationalmannschaft. Insgesamt absolvierte er vier Länderspiele, in denen er drei Tore erzielte.